# Glee
Glee is een Amerikaanse, komische en muzikale televisieserie uit 2009 van Fox. Het verhaal draait om een groep jongeren die, onder leiding van hun leerkracht, op hun school een koor beginnen, de McKinley High's Glee Club. De fictieve school bevindt zich in Lima (Ohio). Centraal staan de gebreken van elk van hen en hoe ze moeten opboksen tegen de vooroordelen van hun medescholieren en enkele leerkrachten.

## Geschiedenis
De serie werd goed bekeken en Fox bestelde na drie afleveringen een volledige reeks van 22 afleveringen. Begin 2010 kondigde Fox aan ook een tweede seizoen van de reeks te zullen bestellen. In mei 2010 kondigde Fox aan dat de reeks ook een derde seizoen zou krijgen. Dit zou de kosten van het programma kunnen drukken en de schrijvers de kans bieden vooruit te denken bij het schrijven van de scenario's.
Het programma werd bedacht door Ian Brennan en ontwikkeld door Ryan Murphy, die eerder al Nip/Tuck en de cultserie Popular bedacht. In Nederland was de reeks vanaf 14 september 2010 wekelijks te bekijken op RTL 5. In Vlaanderen was de reeks vanaf 27 december 2010 te zien op 2BE. De reeks werd al na twee weken op de maandagavond van de buis gehaald wegens tegenvallende kijkcijfers. De reeks werd hervat op zaterdag vanaf 19 februari 2011.
Vanaf 6 december 2011 was het eerste deel van seizoen 3 wekelijks weer te zien in Nederland op RTL 5. Het tweede deel van seizoen 3 werd vanaf 17 juni 2012 elke zondag om 19.00 uur uitgezonden op RTL 5.
In oktober 2013 werd bekendgemaakt dat het zesde seizoen het laatste seizoen zou zijn van de serie. De reden was de dood van een van de hoofdrolspelers, Cory Monteith.
De laatste aflevering van Glee werd (in de Verenigde Staten) op 20 maart 2015 uitgezonden op FOX, in Nederland op 14 juli 2015 op RTL Lounge.
Sinds 2021 wordt de serie via Disney+ uitgezonden.

## Verhaal
Will Schuester (Matthew Morrison) droomt er aan het begin van het nieuwe schooljaar van om de glee club (Engels voor een schoolkoor of -muziekvereniging) weer in zijn oude glorie te herstellen: als de oude zangcoach ontslagen wordt wegens handtastelijkheden, mag hij van de directie de leiding overnemen. Zelf was hij jaren geleden lid van de club en in zijn tijd was deze een enorm succes op school en ver daarbuiten. Hij houdt audities en dan blijkt dat er enkele zeer goede zangers en zangeressen op zijn school zitten: zo maken we kennis met hoofdrolspeelster Rachel Berry (Lea Michele), een onpopulair meisje dat droomt van een carrière in de spotlights en groot fan is van musicals. Naast Rachel vindt Will nog enkele andere koorleden: zo is er Mercedes Jones (Amber Riley), een Afro-Amerikaans meisje met een krachtige stem; de homoseksuele Kurt Hummel (Chris Colfer), die door de jongens van het footballteam elke dag wordt gepest en getreiterd; Artie Abrams (Kevin McHale) zit in een rolstoel na een auto-ongeluk en is half verlamd en Tina Cohen-Chang (Jenna Ushkowitz), een Aziatisch verlegen meisje met een voorliefde voor Gothic. Elk van hen is een zonderling op de school en moet opboksen tegen de vooroordelen van vele van hun medescholieren.
Omdat de club een paar goede mannelijke zangers mist, probeert Will andere leerlingen ertoe over te halen om mee te doen, maar er dagen niet veel geïnteresseerden op, mede door de druk van leerlingen die de Glee Club maar niets vinden. Wanneer hij dan ontdekt dat footballster Finn Hudson (Cory Monteith) kan zingen, bedenkt hij een list om hem ook bij het koor te krijgen. Door middel van chantage accepteert Finn het aanbod om in de Glee Club te komen zingen. Na een poosje komt ook zijn ploegmakker Noah Puckerman (Mark Salling), kortweg Puck, bij het koor. Puck is de rebel van de school en heeft een niet al te beste reputatie. Wanneer Puck zich bij het koor voegt, neemt hij nog twee ploegmakkers mee: Mike Chang (Harry Shum jr.) en Matt Rutherford.
Dit alles is zeer tegen de zin van cheerleadercoach Sue Sylvester (Jane Lynch), die met lede ogen moet toezien hoe de club haar geld inpikt en enkele van haar cheerleaders aanwerft. Daarop bedenkt zij een plan: topcheerleader Quinn Fabray (Dianna Agron) en haar twee vriendinnen Santana Lopez (Naya Rivera) en Brittany Pierce (Heather Morris) moeten infiltreren bij de club en proberen de club van binnenuit te gronde te richten. Quinn ziet dat wel zitten, want zij heeft (terecht) gezien dat Rachel verliefd is op Finn en hem van haar probeert af te pakken. Zo kan ze (naast het koor te vernietigen) ook haar vriendje in het oog houden, maar haar plannen vallen in het water wanneer ze zwanger blijkt te zijn van Puck.
Gaandeweg evolueert het koor en we volgen hen op weg naar hun grote droom: de nationale korenwedstrijd winnen (ondanks de vele obstakels die ze op hun weg tegenkomen).
Andere figuren zijn studieadviseur Emma Pillsbury (Jayma Mays), die stiekem een oogje heeft op Will; Ken Tanaka (Patrick Gallagher), de footballcoach van de school die wel wat voelt voor Emma en als laatste Wills vrouw Terri (Jessalyn Gilsig), die nogal materialistisch en egoïstisch is ingesteld.

## Productie
Ian Brennan heeft Glee gebaseerd op zijn eigen ervaringen als lid van het koor van de Prospect High School in Mount Prospect (Illinois). Hij schreef de reeks eerst als filmscenario in 2005. Hij probeerde het scenario in Hollywood te slijten, maar dat mislukte. Mike Novick, een producer en vriend van Brennan, ging naar hetzelfde fitnesscentrum als Ryan Murphy en gaf hem een kopie van Brennans scenario. Murphy was zelf nog lid van een schoolkoor en zag er wel wat in. Murphy en zijn Nip/Tuck-collega Brad Falchuk stelden Brennan voor om de reeks om te vormen tot een televisieserie, die daarin toestemde. Het scenario werd volledig herschreven en werd door FOX opgepikt, slechts 15 uur nadat ze het scenario van Murphy hadden ontvangen. Met hun drieën schrijven ze nu alle afleveringen, Murphy kiest de muziekstukken uit. Murphy en Falchuk zijn de uitvoerende producenten van het programma en leiden de opnames, Brennan is coproducent.
Glee speelt zich af in Lima, Ohio. Murphy koos voor het Middenwesten van de Verenigde Staten omdat hij zelf opgroeide in Indiana en zich uitstapjes naar een pretpark in Lima herinnerde. De serie zelf wordt opgenomen in de Paramount Studios in Hollywood. Murphy zegt nooit naar High School Musical te hebben gekeken en de serie te hebben opgezet als een "postmoderne musical" en niet als een programma waarin mensen plotseling uitbarsten in gezang. Hij wilde een ander soort programma creëren, één zonder moorden, sciencefiction of advocaten, als een vorm van escapisme. Het moest ook een familieprogramma worden, waarin zowel jong als oud zich kan vinden.
De productie van een aflevering kost minimaal US$ 3 miljoen, en het productieproces kan tot 10 dagen in beslag nemen wegens de uitgebreide choreografie.

## Kijkcijfers en kritieken
De eerste aflevering werd uitgezonden op 19 mei 2009. Daarna moesten de kijkers wachten tot september 2009 voor de tweede aflevering. Die eerste aflevering werd een aantal keer herhaald in de zomer, en toen het programma in september terugkeerde, begon de reeks met matige kijkcijfers aan zijn eerste seizoen. Maar na de eerste 13 afleveringen werd de reeks vier maanden van de buis gehaald, omdat NBC de Olympische Winterspelen van 2010 uitzond en de productie voor de laatste negen afleveringen pas midden december werd heropgestart. In die periode werden de eerste afleveringen herhaald en groeide de aanhang van de reeks. Toen deze vervolgens terugkeerde (na vier maanden afwezigheid), schoten de kijkcijfers spectaculair omhoog (van 8 naar 13,5 miljoen) en sindsdien is het een van de bestbekeken reeksen op de Amerikaanse televisie. Ook in zijn tweede seizoen waren de kijkcijfers hoog en was Glee het bestbekeken programma van FOX na American Idol.
Ook de kritieken zijn redelijk lovend. Het eerste seizoen behaalt een gemiddelde score van 78 op Metacritic, het tweede 76. Daarnaast is de reeks vaak genomineerd voor allerlei awards. De reeks werd in totaal 127 keer genomineerd en won 51 maal (januari 2011). Zo won ze onder andere 3 Emmy Awards, 5 Satellite Awards, 4 Golden Globes en 3 Teen Choice Awards.

## Muziek
Er wordt in de reeks veel gebruikgemaakt van bekende (pop)muziek/liedjes van bekende artiesten, die worden gezongen door de hoofdrolspelers. Dit is meteen ook een van de succesfactoren van de reeks. De nummers worden uitgekozen door Ryan Murphy, waarbij hij een balans probeert te zoeken tussen populaire nummers en shownummers. Volgens hem moet er in elke aflevering voor iedereen een nummer zitten waar men zich in kan vinden. De nummers worden toegevoegd aan het scenario in functie daarvan. "Elke aflevering heeft zijn thema. Een nummer dient om het verhaal te vertellen, om het vooruit te duwen," zegt Murphy. Vanaf het tweede seizoen wordt er meer gebruikgemaakt van nummers uit de top 40, om zo de doelgroep beter aan te spreken. De choreografie wordt verzorgd door Zach Woodlee en elke aflevering omvat zo'n vijf tot acht choreografieën.
Alle nummers worden op voorhand opgenomen in de studio en later gemonteerd met de film. De reeks geeft ook een enorme boost aan de muziekindustrie en veel artiesten bieden hun liedjes spontaan aan aan de producers van de serie. Soms worden er ook thema-uitzendingen gemaakt rond bepaalde artiesten. Zo kregen Madonna, Lady Gaga en Britney Spears al hun eigen aflevering. In het tweede seizoen kregen de makers zelfs liedjes aangeboden die nog geproduceerd moesten worden.
De (meeste) liedjes worden ook aangeboden op iTunes en zijn tevens een commercieel succes: het nummer "Don't stop believing" uit de eerste aflevering verkocht zo goed dat het hoog in de Amerikaanse en Australische hitlijsten terechtkwam. Vele van die liedjes zijn ook verkrijgbaar op cd. Ondertussen (juli 2013) zijn er al veertien albums verschenen met liedjes uit de reeks.
De acteurs gaan ook op tournee met liedjes uit het programma. In 2010 werden er in vier Amerikaanse steden concerten gegeven door de acteurs. In 2011 werd een aantal concerten georganiseerd in het Verenigd Koninkrijk en Ierland. Om dit te promoten, traden (bijna) alle acteurs op in een van de liveshows van het zevende seizoen van The X Factor UK. Van deze concertreeks wordt een 3D film opgenomen die in augustus 2011 in de Amerikaanse zalen te zien zijn. In Nederland is deze film sinds september te bekijken.

## Rolverdeling
| Hoofdpersonages     | Hoofdpersonages     | Hoofdpersonages | Hoofdpersonages | Hoofdpersonages | Hoofdpersonages | Hoofdpersonages | Hoofdpersonages | Hoofdpersonages | Hoofdpersonages |
| ------------------- | ------------------- | --------------- | --------------- | --------------- | --------------- | --------------- | --------------- | --------------- | --------------- |
| Acteur              | Personage           | S1              | S2              | S3              | S4              | S5              | S6              |                 | Afl.            |
| Lea Michele         | Rachel Berry        |                 |                 |                 |                 |                 |                 |                 | 118             |
| Chris Colfer        | Kurt Hummel         |                 |                 |                 |                 |                 |                 |                 | 116             |
| Kevin McHale        | Artie Abrams        |                 |                 |                 |                 |                 |                 |                 | 113             |
| Matthew Morrison    | Will Schuester      |                 |                 |                 |                 |                 |                 |                 | 109             |
| Jenna Ushkowitz     | Tina Cohen-Chang    |                 |                 |                 |                 |                 | 5               |                 | 106             |
| Naya Rivera         | Santana Lopez       | 22              |                 |                 |                 |                 | 5               |                 | 99              |
| Jane Lynch          | Sue Sylvester       |                 |                 |                 |                 |                 |                 |                 | 96              |
| Amber Riley         | Mercedes Jones      |                 |                 |                 |                 | 12              |                 |                 | 93              |
| Heather Morris      | Brittany Pierce     | 21              |                 |                 |                 | 3               | 5               |                 | 92              |
| Chord Overstreet    | Sam Evans           |                 | 21              | 15              |                 |                 |                 |                 | 89              |
| Darren Criss        | Blaine Anderson     |                 | 13              |                 |                 |                 |                 |                 | 88              |
| Cory Monteith       | Finn Hudson         |                 |                 |                 |                 |                 |                 |                 | 81              |
| Mark Salling        | Noah Puckerman      |                 |                 |                 |                 | 3               | 5               |                 | 80              |
| Harry Shum jr.      | Mike Chang          | 19              | 22              |                 |                 | 3               | 2               |                 | 76              |
| Dianna Agron        | Quinn Fabray        |                 |                 |                 | 3               | 2               | 3               |                 | 73              |
| Jayma Mays          | Emma Pillsbury      |                 |                 |                 | 10              | 2               | 3               |                 | 61              |
| Dot-Marie Jones     | Shannon Beiste      |                 | 11              | 13              | 6               | 4               |                 |                 | 42              |
| Becca Tobin         | Kitty Wilde         |                 |                 |                 | 20              |                 | 9               |                 | 42              |
| Alex Newell         | Wade "Unique" Adams |                 |                 | 3               | 18              |                 | 2               |                 | 36              |
| Jacob Artist        | Jake Puckerman      |                 |                 |                 | 22              |                 | 1               |                 | 36              |
| Melissa Benoist     | Marley Rose         |                 |                 |                 | 22              |                 |                 |                 | 35              |
| Mike O'Malley       | Burt Hummel         | 5               |                 | 10              | 3               | 4               | 3               |                 | 33              |
| Blake Jenner        | Ryder Lynn          |                 |                 |                 | 18              |                 | 1               |                 | 32              |
| Vanessa Lengies     | Sugar Motta         |                 |                 | 15              | 11              |                 | 2               |                 | 28              |
| Ashley Fink         | Lauren Zizes        | 4               | 17              | 2               | 1               |                 | 1               |                 | 25              |
| Samuel Larsen       | Joe Hart            |                 |                 | 10              | 13              |                 | 2               |                 | 25              |
| Jessalyn Gilsig     | Terri Schuester     |                 |                 |                 | 1               |                 | 2               |                 | 22              |
| Dijon Talton        | Matt Rutherford     | 18              |                 |                 |                 |                 | 2               |                 | 20              |
| Damian McGinty      | Rory Flanagan       |                 |                 | 15              | 1               |                 |                 |                 | 16              |
| Jonathan Groff      | Jesse St. James     | 7               | 3               | 2               |                 |                 | 2               |                 | 14              |
| Noah Guthrie        | Roderick Meeks      |                 |                 |                 |                 |                 | 12              |                 | 12              |
| Laura Dreyfuss      | Madison McCarthy    |                 |                 |                 |                 |                 | 11              |                 | 11              |
| Billy Lewis Jr.     | Mason McCarthy      |                 |                 |                 |                 |                 | 11              |                 | 11              |
| Samantha Marie Ware | Jane Hayward        |                 |                 |                 |                 |                 | 11              |                 | 11              |
| Marshall Williams   | Spencer Porter      |                 |                 |                 |                 |                 | 11              |                 | 11              |

Legenda:
 Het personage is dit seizoen een hoofdpersonage
 Het personage is dit seizoen een bijrol voor een bepaald aantal afleveringen

## Afleveringen
| Seizoen | Aantal afleveringen | Uitgezonden Verenigde Staten    | Uitgezonden Nederland               |  |
| ------- | ------------------- | ------------------------------- | ----------------------------------- |  |
| 1       | 22                  | 19 mei 2009 – 8 juni 2010       | 14 september 2010 – 18 januari 2011 |  |
| 2       | 22                  | 21 september 2010 – 24 mei 2011 | 25 januari 2011 – 21 juni 2011      |  |
| 3       | 22                  | 20 september 2011 – 22 mei 2012 | 6 december 2011 – 12 augustus 2012  |  |
| 4       | 22                  | 13 september 2012 – 9 mei 2013  | 8 mei 2015 – 28 mei 2015            |  |
| 5       | 20                  | 26 september 2013 – 13 mei 2014 | 29 mei 2015 – 25 juni 2015          |  |
| 6       | 13                  | 9 januari 2015 – 20 maart 2015  | 26 juni 2015 – 14 juli 2015         |  |

## Dvd's
| Dvd                                      | Regio 1           | Regio 2           | Aantal afleveringen |
| ---------------------------------------- | ----------------- | ----------------- | ------------------- |
| Seizoen 1 - Volume 1: Road to Sectionals | 29 december 2009  | 27 oktober 2010   | 13                  |
| Seizoen 1 - Volume 2: Road to Regionals  | 14 september 2009 | 15 december 2010  | 9                   |
| Volledig Eerste Seizoen                  | 14 september 2009 | 11 september 2013 | 22                  |
| Seizoen 2 - Volume 1                     | 25 januari 2011   | 30 maart 2011     | 10                  |
| Seizoen 2 - Volume 2                     | 16 september 2011 | 28 september 2011 | 12                  |
| Volledig Tweede Seizoen                  | 13 september 2011 | 11 september 2013 | 22                  |
| Seizoen 3                                | 5 september 2012  | 5 september 2012  | 22                  |
| Seizoen 4                                | 1 oktober 2013    | 11 september 2013 | 22                  |
| Seizoen 5                                | 10 oktober 2014   | 29 september 2014 | 20                  |
| Seizoen 6                                | 12 mei 2015       |                   | 13                  |